# Campeonato Uruguayo de Primera División 1985
El Campeonato Uruguayo 1985 fue el 81° torneo de primera división del fútbol uruguayo, correspondiente al año 1985. Compitieron 13 equipos, los cuales se enfrentaron en sistema de todos contra todos a dos ruedas. El campeón fue el Club Atlético Peñarol.

## Posiciones
| Pos. | Equipo          | Pts. | PJ | PG | PE | PP | GF | GC | Dif. |
| ---- | --------------- | ---- | -- | -- | -- | -- | -- | -- | ---- |
| 1º   | Peñarol         | 32   | 24 | 12 | 8  | 4  | 35 | 16 | +19  |
| 2º   | Wanderers       | 28   | 24 | 9  | 10 | 5  | 26 | 16 | +10  |
| 3º   | Cerro           | 27   | 24 | 8  | 11 | 5  | 28 | 26 | +2   |
| 4º   | River Plate     | 27   | 24 | 8  | 11 | 5  | 25 | 24 | +1   |
| 5º   | Nacional        | 26   | 24 | 9  | 8  | 7  | 26 | 24 | +2   |
| 6º   | Progreso        | 25   | 24 | 7  | 11 | 6  | 24 | 23 | +1   |
| 7º   | Rampla Juniors  | 24   | 24 | 8  | 8  | 8  | 21 | 24 | -3   |
| 8º   | Central Español | 23   | 24 | 6  | 11 | 7  | 24 | 26 | -2   |
| 9º   | Sud América     | 22   | 24 | 9  | 4  | 11 | 31 | 34 | -3   |
| 10º  | Huracán Buceo   | 22   | 24 | 6  | 10 | 8  | 24 | 27 | -3   |
| 11º  | Danubio         | 21   | 24 | 8  | 5  | 11 | 36 | 33 | +3   |
| 12º  | Defensor        | 18   | 24 | 5  | 8  | 11 | 18 | 32 | -14  |
| 13º  | Bella Vista     | 17   | 24 | 5  | 7  | 12 | 19 | 32 | -13  |

|  | Campeón Uruguayo y clasifica a la Copa Libertadores. |
|  | Clasifica a la Copa Libertadores.                    |
|  | Desciende a la Segunda División.                     |

|                                                   |
| Bandera de Uruguay                                |
| Campeón Uruguayo 1985 Peñarol 37.mo título de AUF |

## Clasificación a torneos continentales

### Liguilla Pre-Libertadores
| Pos. | Equipo         | Pts. | PJ | PG | PE | PP | GF | GC | Dif. |
| ---- | -------------- | ---- | -- | -- | -- | -- | -- | -- | ---- |
| 1°   | Peñarol        | 8    | 5  | 3  | 2  | 0  | 11 | 6  | 5    |
| 2°   | Wanderers      | 8    | 5  | 3  | 2  | 0  | 10 | 2  | 8    |
| 3°   | Progreso       | 5    | 5  | 1  | 3  | 1  | 5  | 4  | 1    |
| 4°   | Rampla Juniors | 3    | 5  | 1  | 1  | 3  | 4  | 7  | -3   |
| 5°   | River Plate    | 3    | 5  | 1  | 1  | 3  | 6  | 10 | -4   |
| 6°   | Cerro          | 3    | 5  | 1  | 1  | 3  | 7  | 14 | -7   |

|  | Clasifica a la Copa Libertadores 1986. |

#### Desempate por el título de la Liguilla
| 26 de enero de 1986 | Peñarol                                     | 2:1 (0:1) | Montevideo Wanderers | Estadio Centenario, Montevideo                                       |                                                                      |
|                     | Antonio Alzamendi 88' · Gerardo Pilas 90+3' |           | Pablo Bengoechea 57' | Asistencia: 19,669 espectadores Árbitro(s): José Luis Martínez Bazán | Asistencia: 19,669 espectadores Árbitro(s): José Luis Martínez Bazán |

| Uruguay                                   |
| Campeón Liguilla 1985 Peñarol 7.mo título |

### Equipos clasificados

#### Copa Libertadores 1986
|   | Equipo    | Clasificación como       |
| - | --------- | ------------------------ |
| 1 | Peñarol   | Campeón Liguilla 1985    |
| 2 | Wanderers | Subcampeón Liguilla 1985 |